# The Act
The Act es una serie de televisión estadounidense de drama, antología y crimen verdadero, que se estrenó el 20 de marzo de 2019, en Hulu. La primera temporada se basa en la vida real de Gypsy Rose Blanchard y el asesinato de su madre, Dee Dee Blanchard, quien fue acusada de abusar de su hija por Trastorno facticio infligido a otro como consecuencia directa del Síndrome de Münchhausen por poder. Joey King y Patricia Arquette interpretaron a Gypsy y Dee Dee Blanchard, respectivamente. AnnaSophia Robb, Chloë Sevigny y Calum Worthy también son protagonistas de la serie.

## Argumento
La serie, que se divide en dos tiempos (el pasado y el presente), sigue la historia de Gypsy Blanchard (Joey King), una joven que está confinada a su silla de ruedas debido a una enfermedad. Al crecer, su relación con su madre sobreprotectora (Patricia Arquette) comienza a agriarse a medida que insiste cada vez más en su independencia. Así se revela cómo su madre, que dedicó su vida a su cuidado, se vuelve más protectora, controladora y abusiva, particularmente en medio de su intento de explorar su sexualidad. 
La relación se vuelve aún más problemática a medida que Gypsy descubre muchos secretos. Ella creció creyendo que estaba enferma de cáncer, pero descubre que no estaba enferma en absoluto. Su madre, Dee Dee, engañó con éxito no sólo a Gypsy, sino también a su familia, amigos y profesionales de la medicina, haciéndoles creer que su hija estaba enferma. Se sugiere que ella sufre de Trastorno facticio infligido a otro, también conocido como Síndrome de Münchhausen por poder, una enfermedad mental en la cual un cuidador induce, exagera o finge la enfermedad de otra persona, normalmente de su hijo, con el propósito de sentir algún tipo de gratificación emocional, buscando simpatía y atención. Esto constituye una forma de abuso infantil. La narración finalmente conduce al asesinato después de que Gypsy le pide a su novio que mate a su madre.

## Elenco

### Principal
- Patricia Arquette como Dee Dee Blanchard
- Joey King como Gypsy Blanchard[6]
- AnnaSophia Robb como Lacey[7]
- Chloë Sevigny como Mel[8]
- Calum Worthy como Nick Godejohn

### Recurrente
- Denitra Isler como Shelly
- Steve Coulter como el Dr. Evan Harley
- José Alfredo Fernández como el Oficial Cox
- Poorna Jagannathan como la Dra. Lakshmi Chandra

### Invitados
- Dean Norris como Russ
- Joe Tippett como Scott
- Brooke Smith como Myra
- Margo Martindale como Emma Blanchard
- Rhea Seehorn como Janet
- Juliette Lewis como Stephanie Godejohn
- John Ales como Vance Godejohn
- Joe Knezevich como el fiscal Rippy[8]
- Molly Ephraim como Kate[8]
- Cliff Chamberlain como Rod Blanchard[8]

## Episodios
| N.º | Título                  | Dirigido por               | Escrito por                             | Fecha de lanzamiento original |
| --- | ----------------------- | -------------------------- | --------------------------------------- | ----------------------------- |
| 1 | «La Maison du Bon Reve» | Laure de Clermont-Tonnerre | Nick Antosca & Michelle Dean            | 20 de marzo de 2019           |
| Dee Dee Blanchard y su dulce hija Gypsy llegan a un nuevo vecindario en Springfield, Misuri en 2008, tras la destrucción de su anterior hogar causado por el Huracán Katrina en 2005. Gypsy se siente sola debido a un aluvión de problemas médicos, pero se hace amiga de Lacey, una adolescente que la visita. Mel (la madre de Lacey) observa a Dee Dee y Gypsy robar un collar de un centro comercial; más tarde, con la intención de comprar el silencio de Mel, Dee Dee planea una fiesta en su casa invitando a todos los vecinos. Mientras Dee Dee explica a Mel los problemas de criar a su hija sola, ve a Gypsy comiendo glaseado de un cupcake y la lleva inmediatamente al hospital, alegando que Gypsy es alérgica al azúcar. De repente, Mel siente simpatía por las dificultades de Dee Dee, así que las dos mujeres hacen las paces esa misma noche. Gypsy escucha al médico decirle a su madre que no es alérgica al azúcar. Esa noche, camina a la cocina (a pesar de estar equipada con una silla de ruedas) y come crema batida, esperando a ver si presenta alguno de los síntomas de anafilaxia de los que su madre le ha advertido. En cambio, prueba que su madre le mintió. Cuando Gypsy regresa a la cama, se asusta al ver que su madre está despierta y le dice que tenía sed. Gypsy se acuesta de nuevo, conectada a una máquina por Dee Dee, mientras le canta. El episodio muestra que Dee Dee ha sido encontrada muerta, Gypsy se ha ido, y la policía está investigando el 14 de junio de 2015. |                         |                            |                                         |                               |
| 2 | «Teeth»                 | Laure de Clermont-Tonnerre | Dan Dietz                               | 20 de marzo de 2019           |
| En 2009, Gypsy comienza a escabullirse por la noche para comer alimentos azucarados mientras ve los vídeo tutoriales de maquillaje, lo que provoca una visita al dentista donde se le extraen todos los dientes, debido a que se pudren por los medicamentos que le dio Dee Dee. Esto hace que se resista a asistir a la ceremonia de entrega de premios para recibir un premio (nominado por su madre), pero Dee Dee la obliga a ir, dándole dentadura postiza para que se sienta mejor. La Dra. Lakshmi Chandra, una nueva doctora que está viendo a Gypsy, sospecha que sus registros médicos no son correctos y llama a otros hospitales para ver si son ciertos. El médico informa de la situación de Gypsy a los Servicios de Protección Infantil, lo que asusta a Dee Dee, haciéndole dar pastillas para dormir a Gypsy, haciéndole parecer desorientada y mareada cuando habla con la trabajadora social. Creyendo que fue Mel quien la reportó a los SPI, Dee Dee la confronta; sin embargo, Mel explica que no fue ella y consuela a Dee Dee asegurándole que es una buena madre. En la actualidad, Lacey cuenta a su madre y a la policía que Gypsy tenía una cuenta secreta en Facebook, con la que se involucraba románticamente con chicos, probablemente insinuando que Gypsy tenía un novio involucrado en el asesinato de Dee Dee y su propia desaparición. |                         |                            |                                         |                               |
| 3 | «Two Wolverines»        | Adam Arkin                 | Robin Veith                             | 27 de marzo de 2019           |
| En 2011, Dee Dee hace que Gypsy se disfrace para una convención de disfraces, en la que cada una de ellas atrae a hombres encantadores con trajes de Wolverine que podrían complicar su relación insular; a Gypsy le atrae un tipo llamado Scott, mientras que a un hombre llamado Russ le atrae Dee Dee (ambos hombres estaban vestidos como Wolverine). Gypsy roba dinero y compra un teléfono usado para mandar un mensaje de texto a Scott, y crea una cuenta secreta en Facebook después de descubrir que su madre ha mentido sobre su edad, afirmando que tiene quince años (nació en 1995), pero su certificado de nacimiento legal dice que nació en 1991. Scott tiene un accidente en el hospital y Gypsy lo visita con una peluca roja que Scott le compró (como referencia a Jean Grey), pero no sin antes dejarle una nota a su madre diciendo que se fue para casarse con su príncipe azul, firmada «su hija de diecinueve años». Gypsy más tarde va a la casa de Scott donde Dee Dee llega más tarde y la amenaza con crear una escena si no va con ella, mientras le dice a Scott que Gypsy tiene 14 años. Cuando llegan a casa, Gypsy se asusta al ver la mirada enojada de su madre cuando la obliga a salir de la camioneta en silla de ruedas. |                         |                            |                                         |                               |
| 4 | «Stay Inside»           | Christina Choe             | Michelle Dean                           | 3 de abril de 2019            |
| En 2012, Gypsy comienza su despertar sexual, viendo a un tipo que corta el césped, y se interesa en salir con alguien mientras Lacey le habla de su nuevo novio. Dee Dee quiere obtener la tutela legal de Gypsy, pero no es fácil, ya que sólo la obtendrá si Gypsy está incapacitada y tiene que estar de acuerdo con ello. A Dee Dee se le diagnostica diabetes, y mientras se siente enferma, Gypsy compra una computadora portátil sin que su madre se entere, creando una cuenta en un sitio web cristiano de citas (siendo instruida por Lacey), donde conoce a Nick Godejohn, quien dice tener un lado oscuro. Dee Dee hace firmar a Gypsy los documentos de la tutela, prometiéndole a Gypsy que puede protegerla de todas las mentiras que han inventado y que no irá a la cárcel (ya que ahora tiene 18 años y podría enfrentarse a consecuencias legales como adulta). Con el paso del tiempo, Nick y Gypsy se llevan bien, y el primero la introduce al BDSM. A la mañana siguiente, Gypsy se duerme con el portátil, y cuando Dee Dee lo ve, lo rompe con un martillo, aunque Gypsy afirma que sólo tendrá uno nuevo. Como resultado, Dee Dee trata de atarse las manos, pero Gypsy se libera escupiendo a Dee Dee; aunque tiene la oportunidad de irse, regresa con su madre y la cuida, considerando a Gypsy «su ángel». Esa noche, Gypsy le manda mensajes de texto a Nick diciéndole sobre su computadora, Nick le asegura que la protegerá. Gypsy entonces pregunta «de cualquiera», ya que el episodio termina con su masturbación en el suelo. |                         |                            |                                         |                               |
| 5 | «Plan B»                | Steven Piet                | Nick Antosca & Lisa Long                | 10 de abril de 2019           |
| En 2015, Gypsy y Nick planean reunirse en persona y esperar ganar la aprobación de Dee Dee. Al día siguiente, Dee Dee y Gypsy van al cine y ven a Cenicienta, pero Dee Dee se siente asustada por Nick, que las sigue dentro del cine. Gypsy y Nick tienen sexo por primera vez en el baño. Cuando Gypsy y Dee Dee llegan a casa, Nick llama y le dice a Dee Dee que ama a Gypsy y que han estado enamorados durante varios años. Dee Dee ata las manos de Gypsy a la cama. Con su plan que salió desastrosamente mal, Gypsy le dice a Nick que necesita a Víctor (el lado oscuro de Nick) para matar a su madre porque ella no puede hacerlo sola, así que él está de acuerdo y viaja de regreso con ella. Gypsy compra un cuchillo de pesca y comienza a empacar cuando recibe un mensaje de Nick diciendo que está allí. |                         |                            |                                         |                               |
| 6 | «A Whole New World»     | Laure de Clermont-Tonnerre | Heather Marion                          | 17 de abril de 2019           |
| Mientras que Gypsy y Nick están huyendo tras el asesinato de Dee Dee, los recuerdos de una Dee Dee mucho más joven revelan cómo el trauma con su propia madre, Emma, la preparó para un conflicto con Gypsy, ya que las dos tienen ideas diferentes sobre cómo criarla. Cuando Gypsy tenía dos años, Dee Dee es arrestada por fraude de cheques y va a la cárcel durante sesenta días, mientras que su madre es la que cuida a Gypsy. Cuando Dee Dee regresa, le da medicina para la tos a Gypsy insistiendo en que tiene fiebre, aunque Emma insiste en que está bien. En la actualidad, Gypsy está decepcionada cuando descubre que Nick sólo compró un billete de ida y vuelta a su ciudad natal; por lo tanto, deben esperar dos días para salir. Cuando Gypsy tenía seis años, la salud de Emma empeora, pero Dee Dee la descuida hasta que finalmente muere. Después de la muerte de Emma, Dee Dee descubre que Emma nunca le dio las cartas que escribió a Gypsy mientras estaba en prisión. Gypsy tiene un accidente al caer de un trampolín y cuando regresan del hospital, Dee Dee la coloca en una silla de ruedas. En la actualidad, Gypsy se va con Nick a Wisconsin. |                         |                            |                                         |                               |
| 7 | «Bonnie & Clyde»        | Hannah Fidell              | Dan Dietz & Robin Veith                 | 24 de abril de 2019           |
| Gypsy está emocionada por empezar de nuevo con Nick en Wisconsin, pero su nueva vida no coincide con el felices para siempre que ella se imaginó, y su ansiedad empeora a medida que las transgresiones del pasado comienzan a alcanzarlos. Cuando Gypsy llega a la casa de los Godejohns, ve que la madre de Nick, Stephanie, y su padre, Vance, no lo cuidan tanto como Dee Dee la cuida a ella. Con la falta de comida en la casa, Gypsy y Nick se dirigen al supermercado, mientras que la primera finge tener un esguince de tobillo, lo que le da la oportunidad de usar un scooter eléctrico y robar puré de papas mientras Nick distrae a un trabajador. Más tarde, en la casa, Gypsy siente remordimientos por la muerte de su madre. Como el cuerpo de Dee Dee todavía no ha sido encontrado, ella y Nick publican comentarios en Facebook sobre el asesinato. Lacey ve los postes e inmediatamente contacta a Mel. Sin embargo, Nick y Gypsy olvidaron desactivar el lugar, lo que provocó que la policía local asaltara dramáticamente la casa de los Godejohns esa misma noche. La pareja es interrogada por separado. Nick acepta su culpa y dice que lo hizo porque ama a Gypsy, mientras que es consciente de su reciente cargo en 2013 por masturbarse en un restaurante McDonald's durante 9 horas mientras veía porno. Gypsy mantiene que no tenía idea de que Nick iba a matar a Dee Dee. Cuando Lacey y Mel ven a Gypsy en la televisión, se sorprenden al ver que puede caminar, debido a la ira de Mel por haber sido traicionados durante varios años. Comienza el juicio de Gypsy. Se pone a llorar cuando se entera de que será condenada a cadena perpetua o a la pena de muerte si se declara culpable del asesinato de Dee Dee. |                         |                            |                                         |                               |
| 8 | «Free»                  | Steven Piet                | Nick Antosca, Michelle Dean y Lisa Long | 1 de mayo de 2019             |
| Gypsy lucha por su vida defendiendo sus acciones, mientras que Mel y Lacey se dan cuenta de que a puertas cerradas las cosas no siempre fueron lo que parecían. El abogado de Gypsy dice que tiene que probar que es inocente ante el estado de Misuri o de lo contrario será asesinada, y le ordena que proporcione todos los registros médicos disponibles desde su nacimiento. Mientras está en prisión, Gypsy aumenta de peso. El médico de la prisión le quita el tubo de alimentación y le dice: «Eres una de las personas más sanas de aquí». Nick le dice a Gypsy que Bonnie y Clyde murieron juntos, lo que la perturba. Más tarde, Gypsy llama a Lacey para preguntarle si puede visitarla, pero Lacey responde que puede hacerlo, ya que actúa de manera confusa o poco útil, por lo que Gypsy llama a su padre para que la visite con los registros médicos necesarios para obtener pruebas. Cuando llega Rod Blanchard, el padre de Gypsy y el exmarido de Dee Dee, Gypsy se vuelve loca por creer que nunca la amó o que quería estar en su vida, hasta que le muestra fotos felices de ellos juntos cuando era una niña pequeña. El abogado de Gypsy le pide al juez que juzgue a Gypsy separadamente de Nick, ya que ambos tenían motivos diferentes en el asesinato. La moción es concedida, lo que molesta a Nick porque afirma que sólo lo hizo para estar con ella. Mel llega a la prisión, en lugar de Lacey, diciéndole a Gypsy que no puede ver a Lacey mientras trata de salir de la cárcel; ella y Lacey han decidido no seguir asociándose con Gypsy. En un flashback a la noche del asesinato de Dee Dee, se muestra la última conversación de Gypsy con su madre, recordando cuando Gypsy estaba asustada con el musgo español que se asemeja a los fantasmas y Dee Dee diciéndole que mire a las estrellas como si fueran ángeles que cuidan de ellas (el flashback se muestra al principio del episodio cuando Gypsy tenía seis años). Cuando Dee Dee está dormida, Gypsy deja entrar a Nick y continúa con el plan de matar a Dee Dee. Después de que Nick la apuñala mientras Gypsy estaba en el baño, los dos tienen relaciones sexuales, y salen de la casa antes de que Gypsy declare que no quería ver el cuerpo de Dee Dee. La escena final muestra a Gypsy inclinando su cabeza sobre el hombro de Dee Dee en su celda, creyendo que todavía la ama a pesar de lo que pasó. Los subtítulos revelan que Gypsy está cumpliendo una sentencia de 10 años, y que comenzará a formar una familia después de salir, mientras que Nick está cumpliendo una sentencia de cadena perpetua sin libertad condicional. |                         |                            |                                         |                               |

## Producción

### Desarrollo
El 21 de julio de 2017, Hulu confirmó que había puesto la producción de la serie en desarrollo. Se esperaba que la potencial serie fuera escrita por Michelle Dean y Nick Antosca, basada en el artículo de Dean «Dee Dee quería que su hija estuviera enferma, Gypsy quería que su madre fuera asesinada». Writ Large, que adquirió los derechos de distribución del artículo en 2016, estaba lista para producir. Las compañías de producción que participaron en la serie incluyen a Universal Cable Productions.
El 18 de mayo de 2018, se informó que Hulu había dado una orden de producción para la serie. Además, se anunció que Dean y Antosca serían coprotagonistas y productores ejecutivos junto con Greg Shephard y Britton Rizzio. El 1 de agosto de 2018, se anunció que Laure de Clermont-Tonnerre dirigiría el primer episodio de la serie. El 20 de diciembre de 2018, se anunció que la serie se estrenaría el 20 de marzo de 2019. El 11 de marzo de 2019, se anunció que Jeff Russo sería el compositor musical de la serie.

### Casting
En septiembre de 2018, se anunció que Patricia Arquette, Joey King, Chloë Sevigny, y AnnaSophia Robb habían sido elegidas para interpretar papeles principales. El 2 de octubre de 2018, se informó que Calum Worthy se había unido al elenco en un papel principal.
En abril de 2019, Kristy Blanchard, madrastra de Gypsy Blanchard, declaró que no estaba contenta con la forma en que Aleah Woodmansee fue representada en la serie. Aunque no se menciona el nombre de Woddmansee, el personaje de Robb, Lacey, se origina en ella. Blanchard declaró que hubo una escena en el segundo episodio en la que Lacey le dio un cigarrillo a Gypsy, lo que en realidad no sucedió. En una entrevista con Vulture, dijo Blanchard: «Ella es todo lo contrario. Le duele a Aleah porque vive en Springfield, y la gente la va a mirar de forma diferente y tiene miedo de que afecte a su trabajo y a su reputación». Woodmansee también se opuso a la elección de que Robb hablara con un acento alegre, añadiendo: «No soy una fanática de todo el tono de los montañeses».

### Rodaje
El rodaje de la serie tuvo lugar entre octubre de 2018 y febrero de 2019 en el Condado de Effingham (Georgia).
Múltiples escenas fueron filmadas en el Savannah Mall y en el episodio 8 las escenas fueron filmadas en el Juzgado del Condado de Bryan.

### Controversia
El 4 de abril de 2019, Gypsy Blanchard declaró que emprendería acciones legales contra The Act y Dean, su creador. Aunque Blanchard no pudo ver el programa en la cárcel, declaró: «Siento que es muy injusto y poco profesional que los productores y la co-productora Michelle Dean hayan usado mi nombre real y mi historia sin mi consentimiento, y los derechos de vida para hacerlo». Kristy Blanchard y la guionista Franchesca Marcelli, sin embargo, afirmaron que era desde su propio lugar de enojo, decepción y frustración, refiriéndose a cómo nadie está actuando. Marcelli declaró que investigarán los derechos legales de sus acciones, ya sea cancelando el programa o haciendo lo correcto en su argumento.

## Recepción

### Críticas
En el sitio web especializado Rotten Tomatoes la serie tiene un índice de aprobación del 91%, basado en 34 reseñas, con una calificación promedio de 7.2/10. El consenso crítico del sitio dice: «Las actuaciones de Patricia Arquette y Joey King hacen de The Act un caso convincente para la dramatización continua de historias de crímenes verdaderos». En el sitio web Metacritic, tiene un puntaje promedio ponderado de 74 sobre 100, basado en 16 reseñas, lo que indica «críticas generalmente favorables».

## Premios y nominaciones
En los Primetime Emmy Awards de 2019, Arquette ganó el premio a Mejor actriz de reparto en miniserie o telefilme y King fue nominada a Mejor actriz en miniserie o telefilme.
| Año  | Premiación            | Categoría                                        | Nominado(s)       | Resultado | Ref.   |
| ---- | --------------------- | ------------------------------------------------ | ----------------- | --------- | ------ |
| 2019 | Primetime Emmy Awards | Mejor actriz en miniserie o telefilme            | Joey King         | Nominada  | [ 22 ] |
| 2019 | Primetime Emmy Awards | Mejor actriz de reparto en miniserie o telefilme | Patricia Arquette | Ganadora  | [ 22 ] |